# Палаццо делле Альбере
Палаццо делле Альбере (итал. Palazzo delle Albere) — вилла-крепость XVI века постройки, расположенная в итальянском городе Тренто.

## История
Своим названием Палаццо делле Альбере обязано двойному ряду пирамидальных тополей (от итальянского Albero — «дерево»), некогда росших вдоль дороги, которая вела к вилле. Окружённое рвом здание имеет квадратную форму с четырьмя квадратными угловыми башнями шириной 6 метров и высотой 20 метров. Популярная легенда гласит, что под виллой существовал длинный подземный туннель, соединяющий её с собором Святого Виргилия (та же легенда повествует о туннелях, исходящих от Замка Буонконсильо, и позволяющих оставаться незамеченными епископам, которые их использовали).
Точный год постройки неизвестен, однако, на этот счёт существуют две версии. Согласно брешианскому летописцу XVII века Микеланджело Мариани, палаццо было построено в 1530 году по заказу Джованни Гауденцио Мадруццо, отца будущего князя Трентского епископства Кристофоро Мадруццо, а уже в 1540 году в нём останавливался император Священной Римской империи Карл V. Согласно же опубликованным в 1910 году архивным сведениям — строительство относится ориентировочно к 1550 году и было инициировано Кристофоро Мадруццо.
В 1551 году в Паллацо делле Альбере состоялся обед в честь сына Карла V — Филиппа (впоследствии короля Габсбургской Испании, известного как Филипп II), находившегося в сопровождении герцога Савойского Эммануила Филиберта и других дворян, прибывших в Тренто по случаю проведения Тридентского собора. В ноябре 1552 года князь-епископ Кристофоро Мадруццо пригласил в город знаменитого архитектора Андреа Палладио, чтобы тот мог изучить строение и дать рекомендации по его улучшению.
С 1987 по 2002 годы в Палаццо делле Альбере был расположен филиал Музея современного искусства Тренто и Роверето, с 2015 года здание используется в качестве пространства для временных выставок.

## Галерея
- Палаццо на карте Тренто в правом нижнем углу (около 1700 года)
- Водопад Сарданья (ит.), находящийся позади Палаццо делле Альбере